# Ministeri d'Espanya
El ministeri d'Espanya o departament ministerial d'Espanya és la unitat administrativa en la qual s'organitza l'administració pública central espanyola comprenent diversos sectors funcionalment homogenis. Tenen potestat reglamentària amb capacitat de nomenar autoritats. Són establertes pel President del Govern d'Espanya mitjançant Reial Decret.
Ni la Constitució ni la Llei 50/1997, de 27 de novembre, del Govern estableixen una frontera clara de les competències i funcions dels ministeris. Malgrat que la Llei del Govern estableix que els ministres gaudeixen autonomia i responsabilitat àmplies en l'Exposició de Motius, no és una realitat. El principi de col·legialitat és incomplet, limitant-se a obediència cap al President.
La Llei del Govern estableix que la competència de crear, modificar o suprimir els departaments ministerials la tinga el President, cosa que fa mitjançant Decret.

## Estructura
Cada ministeri s'estructura jeràrquicament de la següent manera:
- Ministre
- Subsecretaria
- Secretaria General Tècnica
- Direccions Generals
- Subdireccions Generals
- Serveis
- Seccions
- Negociats

Les subsecretaries, les secretaries generals, les secretaries generals tècniques, les direccions generals, les subdireccions generals i òrgans similars són creats, modificats i suprimits per Reial Decret del Consell de Ministres, per iniciativa dels ministres interessats i per proposta del Ministre d'Administracions Públiques. Els òrgans inferiors, per ordre del ministeri corresponent.
Per a gestionar un sector d'activitat administrativa poden existir Secretaries d'Estat i Secretaries Generals.
Els gabinets tècnics compten amb un director, que té rang de director general i assessora i assisteix de manera immediata al Ministre.